# ONE PIECE グラバト! RUSH
『ONE PIECE グラバト! RUSH』は、2005年3月17日にバンダイから発売された、尾田栄一郎の漫画『ONE PIECE』を原作としたPlayStation 2・ニンテンドー ゲームキューブ用ゲームソフト。

## 概要
漫画・アニメ『ONE PIECE』の対戦アクションゲーム『ONE PIECE グランドバトル!』シリーズ第4作目。基本的なシステムは前作『ONE PIECE グランドバトル! 3』を継承したものになっており、新システムに3大ラッシュなどが登場している。東の海編に登場したキャラが復活参戦しており、ステージも新しくなって再登場している。サポートキャラも含めた総登場キャラ数はシリーズ最多の50人以上となっている（一部アニメとCVが違うキャラがいる）。
新モードに仲間をかけてフォクシー海賊団と対決する1人用モード「デービーバックファイトモード」が登場。

### 新システム
グランドラッシュ
前作までの通常必殺技にあたる。ただし、始動技がなくなりカットインが入った直後に発動する。不発に終わってもメシチャージバーを1個消費する。内容は攻撃だけでなくキャラによっては効果が異なる。すべてのキャラが2種類持っている。
サポートラッシュ
メシチャージバーを1個使い、味方を呼び出す。呼び出した味方は自動で動き、援護攻撃する。攻撃パターンは、敵を追いかけて攻撃する、ジャンプしながら攻撃する、遠距離攻撃する3パターンになっている。キャラによって選択できる味方は1～3人で、キャラ選択時に選択する。
奥義ラッシュ
始動技がヒットすると発動する流れは前作と同じだが、相手とのHP差に応じて威力だけでなく、演出も変化しよりHP差があると最大3段階の攻撃となる。また、3段階目では背景がキャラ固有のステージになる。ルフィのみコスチュームをコンバット用のものに変えると、奥義ラッシュの技が変わる。

### デービーバックファイトモード
原作にも登場する海賊のゲーム「デービーバックファイト」を元にした1人用モード。フォクシー海賊団との全3回戦で行われ、プレイヤーは出場するキャラを3人選択する。サブゲームの1・2回戦はランダムで選ばれるが、3回戦は必ずフォクシーとのコンバットとなっている。1・2回戦に勝利すると相手チームからサポートキャラを奪うことができ、逆に負けると次の試合でサポートキャラを使えなくなってしまう。3戦の内2勝以上すれば勝利となり、サポートキャラのシステムボイスが解禁される。
ドーナツレース
レースには参加せず、海岸から味方のタルタイガー号を妨害しようとするフォクシー一味の下っ端を攻撃して足止めを阻止する。味方ボートは先にゴールすると勝利。
グロッキーリング
玉印をつけたガイモンを相手ゴールに入れると得点になる。相手をふっとばしゴールに入れると高得点になる。一定時間経過後、より多くゴールした側の勝利。
クラッシュ・ラッシュ・ボックス
制限時間内に300個のアイテムBOXをすべて壊すと勝利。範囲が広い攻撃だとより多くのアイテムBOXを壊しやすい。イベントバトルでは3回戦終了後、150個制のクラッシュ・ラッシュ・ボックスが発生する。
スノークリーニング
制限時間内にステージ内にある雪山をすべて消すと勝利。雪山は走り回るか、雪玉にして投げ飛ばすことで消すことができる。また、アイテムのかがり火を使えばより早く消すことができる。
ウーツスマッシュ
制限時間内にクリークの鎧を壊せば勝利。このゲームでのクリークは攻撃を受けても一切のけよらず反撃してくるため、遠距離攻撃できるキャラのほうが有利。
コンバット
必ず3回戦で行われるゲーム。ステージはセクシーフォクシー号で固定されている以外は、特殊なルールは一切ない普通のバトル。

## 登場キャラクター
☆印は新キャラ、★印は過去作からの復帰キャラ。
モンキー・D・ルフィ
声 - 田中真弓
ゴムゴムの舞踏
技名は同じだが内容が過去作と変わっている。相手を連続で殴った後、ジャンプして落下しながらパンチのラッシュを浴びせる。
ゴムゴムの戦斧
回し蹴りで相手をひるませた後、上空に伸ばした足をたたきつける。タメ時間が長いと威力が上がる。
ゴムゴムの大鎌～ゴムゴムの暴風雨
1段階目はゴムゴムの銃弾。2段階目は伸ばした腕でたたきつけ、蹴り上げる。3段階目はゴムゴムの暴風雨。
ゴムゴムの大鎌～ゴムゴムの連接鎚矛&攻城砲
1段階目はゴムフック。2段階目はゴムゴムの連接鎚矛。3段階目はゴムゴムの攻城砲。
ロロノア・ゾロ
声 - 中井和哉
三刀流“三獣奏”
蟹獲り・龍巻き・牛針の3連コンボ。
一刀流“三十六煩悩砲”
一刀流から放つ飛ぶ斬撃。
二刀流“犀回”～三刀流奥義“三千世界”
1段階目は百八煩悩砲。2段階目は獅子歌歌。3段階目は三千世界。
ナミ
声 - 岡村明美
スコール
棒で相手を連続で殴りつけ上空に吹き飛ばし、食料アイテムを発生させる。
サンダーボルト＝テンポ。
クリマタクトから雷雲を作り出し雷を落とす。
春一番～トルネード＝テンポ
1段階目は背後に回り殴りつける。2段階目はトルネード＝テンポ。3段階目は本物の竜巻が襲い掛かる。
ウソップ
声 - 山口勝平
必殺!“ハンマー彗星”
地面に固定したパチンコから大型ハンマーを飛ばす。
衝撃貝
相手の攻撃を吸収し再度発動時に開放する。
ウソップ“ランナウェイ”～ウソップ“粉砕”
1段階目はせねをハンマーで殴る。2段階目は相手を酒まみれにしてからの火薬星。3段階目はウソップ“粉砕”。
サンジ
声 - 平田広明
羊肉ショット
一瞬で相手の各部を攻撃する連続蹴り。
木犀型斬シュート
バック転しながら相手に接近し、三級挽き肉と木犀型斬シュートを放つ。
肩ロース～仔牛肉ショット
前作の仔牛肉ショットを3段階に分けたものになっている。
トニートニー・チョッパー
声 - 大谷育江
絶対安静（アブソールト・レスト）
人獣形態で殴りつけ、上空に飛ばした後たたきつける。
面会拒絶!（キープ・アウト）
かばんをあさり、色々な物が相手に飛び散る。
ドクターストップ!～刻蹄“桜”
1段階目は転んだ拍子にかばんから飛び出た爆薬が直撃。2段階目は人獣形態で殴りつける。3段階目は刻蹄“桜”。
ニコ・ロビン
声 - 山口由里子
攻撃：C、防御：C、素早さ：D、総合：C
二十二輪咲き“ラウンド”
地面に生やした手で相手を吹き飛ばす。
六輪咲き“ワールウィンド”
相手を捕らえた後、連続で関節技を極める。
十六輪咲き“ロック”～百花繚乱“大飛燕草”
前作の百花繚乱“大飛燕草”を3段階に分けたものになっている。
★バギー
声 - 千葉繁
バラバラフェスティバル
分解した首から下のパーツで相手を巻き込む。
ハデにバラバラ大追跡
一部のパーツを切り離した状態で維持し、敵を自動で攻撃する。
バラバラパーティ～特製バギー玉
1段階目はバラバラ砲。2段階目は処刑しようとしたところに雷が落ちる。3段階目は特製バギー玉で吹っ飛ばす。
★クロ
声 - 橋本晃一
百計
背後に回り回転しながら切り刻む。
猫隠れ
一定時間姿が見えにくくなる。
忍び足～杓死
1段階目は切りつけた後蹴り飛ばす。2段階目は背後に回り猫の手で切り裂く。3段階目は杓死。
★クリーク
声 - 立木文彦
ニードルマシンガン
小型の槍の弾丸を連続で放つ。
MH5～毒ガス弾
広範囲に毒ガス弾を放ち相手を毒状態にする。コマンド入力で炸裂手裏剣を放つこともできる。
ウーツ鋼ダイナマイトブロー～一斉掃射
1段階目はダイヤの拳で殴りつける。2段階目はウーツ鋼の肩当てで吹き飛ばす。3段階目は全身の弾丸を一斉に放ちサバガシラ1号を投げつける。
★アーロン
声 - 小杉十郎太
キリバチ大回転
キリバチをきりつけ、前回転しながら連続で叩き込む。
鮫・オン・ダーツ・スペシャル
左右に往復しながらの連続突進攻撃。
鮫・オン・ダーツ～鮫・オン・歯車
1段階目は水を散弾銃のように放つ。2段階目は手に持った歯で噛み付く。3段階目はキリバチで吹き飛ばした後鮫・オン・歯車で突撃する。
スモーカー
声 - 大場真人
ホワイト・スネーク
蛇の形をした腕で相手を捕らえ連続で噛み付く。
ホワイト・バニッシュ
全身を煙に変え相手を捕らえ、空中からホワイトブローを叩き込む。
ホワイト・ジャスティス～ホワイト・ブロー
1段階目は十手で殴りつける。2段階目はホワイトアウトで捕らえ殴り飛ばす。3段階目はビローアバイクで吹き飛ばしホワイトブローを放つ。
Mr.2・ボン・クレー
声 - 矢尾一樹
うらぶれ白鳥舞踏会
オカマ拳法による連続攻撃をあびせ、トドメは白鳥アラベスク。
マネマネチェンジ
技発動時に特定のボタンを押すと技が変化する。種類はMr.9、イガラム、Mr.7の3種類。
Last Waltz～爆撃白鳥アラベスク
1段階目はケリ・ポアント。2段階目はあの夏の日の回想録。3段階目は爆撃白鳥アラベスク。
サー・クロコダイル
声 - 大友龍三郎
砂漠の牢獄（デザート・スカトラ）
相手を捕らえ砂で締め上げる。
砂嵐・重
広範囲に圧縮した砂嵐を放つ。
砂漠の突風（デザート・ラファール）～干割&浸食輪廻
1段階目はバルハン。2段階目は砂嵐。3段階目は干割&浸食輪廻。
☆フォクシー
声 - 島田敏
ノロノロビーム
指からノロマ光子を放ち、相手を3秒（原作では30秒）行動不能にする。その間に与えたダメージは蓄積され、3秒後に爆発する。
ノロノロフォクシー顔爆弾
ノロマ化したフォクシーの顔の形をした砲弾を連続で発射する。
ノロノロビームソード～ゴリラパンチャー13号
1段階目はメガトン九尾ラッシュ。2段階目はフォクシー飛行狐。3段階目はゴリラパンチャー13号から放つゴリラパンチゴールデンヒッツ。

### 隠しキャラクター
エネル
声 - 森川智之
神の裁き
圧縮した雷を上空に飛ばし、相手の真上から雷の光線を落とす。
2億ボルト“雷神”
巨大な雷神の姿になり相手を締め上げる。
雷獣～雷迎
1段階目は神の裁き。2段階目は2億ボルト放電。3段階目は雷迎。
☆青雉
声 - 子安武人
アイスチャージ
氷を纏った突進攻撃。
アイスバースト
相手を氷漬けにし行動不能にする。連続で行うと相手を締め付けた後蹴り飛ばす。
氷河の極み（アイス・ポール）～アイスタイム
1段階目は氷河時代。2段階目は氷の息を飛ばす。3段階目はアイスサーベルで切りつけた後、アイスタイムで氷漬けにし蹴り砕く。
シャンクス
声 - 池田秀一
必殺剣・大海賊の舞
往復しながら猛スピードで切りつけ上空に吹き飛ばす。
必殺剣・メッタ斬り
相手を連続で切りつけた後、納刀と同時に吹き飛ばす。
海賊秘剣・三転斬り～大海賊の宴
1段階目は前作の必殺技「失せろ!」。2・3段階目は前作の奥義と同じものになっている。
★ジュラキュール・ミホーク
声 - 青野武
弱きものよ
小刀と黒刀による連続斬り。
強きものよ
広範囲を黒刀でなぎ払う。
散れ～哀れなり
1段階目は小刀でなぎ払う。2段階目は小刀での突き。3段階目は黒刀で巨大ガレオン船ごと一刀両断する。

### サポートキャラクター
ルフィ
クンフージュゴン
声 - 服巻浩司
ゾロ
ヨサク
声 - 徳山靖彦
ジョニー
声 - 高塚正也
ナミ
ゲンゾウ
声 - 塩屋浩三
ウソップ
ピーマン
声 - 寺田はるひ
たまねぎ
声 - 大本眞基子
にんじん
声 - 吉竹範子
サンジ
ゼフ
声 - 矢田耕司
チョッパー
Dr.くれは
声 - 野沢雅子
ロビン
ハナハナの能力
地面に咲かせた手が相手に襲い掛かる。
Mr.3
声 - 檜山修之
ミス・ゴールデンウィーク
声 - 中川亜紀子
バギー
モージ&リッチー
声 - 宗矢樹頼、稲田徹
カバジ
声 - 遠藤守哉
クロ
ジャンゴ
声 - 矢尾一樹
シャム
声 - 小野坂昌也
ブチ
声 - 高戸靖広
クリーク
ギン
声 - 小野健一
パール
声 - 河本浩之
アーロン
はっちゃん
声 - 森川智之
クロオビ
声 - 江川央生
チュウ
声 - 小野坂昌也
スモーカー
たしぎ
声 - 野田順子
Mr.2
Mr.4
声 - 高塚正也
ラッスー
声 - 服巻浩司
ミス・メリークリスマス
声 - 金月真美
クロコダイル
Mr.1
声 - 稲田徹
ミス・ダブルフィンガー
声 - 橘U子
フォクシー
ポルチェ
声 - 中山さら
ハンバーグ
声 - 掛川裕彦
エネル
雷竜
雷の龍を設置し、近づいた相手に攻撃する。
青雉
自転車
氷漬けにした自転車がステージ内を徘徊する。
シャンクス
ベン・ベックマン
声 - 小野健一
ラッキー・ルゥ
声 - 土門仁
ヤソップ
声 - 新田三士郎
ミホーク
最強の衝撃
衝撃波が地面を這うように移動する。

### その他
ワポル
声 - 島田敏
チェス、ピクルス
声 - 土門仁
クロマーリモ、五老星
声 - 江川央生
ドルトン
声 - 小野健一
ネフェルタリ・ビビ
声 - 中山さら
ネフェルタリ・コブラ、ヒグマ、ネズミ
声 - 徳山靖彦
カルー
声 - 粗忽屋
マキノ
声 - 大本眞基子
モーム
声 - 服巻浩司
ノジコ
声 - 吉竹範子
五老星
声 - 河本浩之
パティ
声 - 稲田徹
カルネ、イトミミズ
声 - 塩屋浩三
アルビダ
声 - 橘U子
ナレーション
声 - 大場真人

## アイテム
前作から引き続き登場しているアイテムはONE PIECE グランドバトル! 3#アイテムを参照。ここでは新アイテムと前作から変更している点を記載する。
宝剣
攻撃力があがるが、ガード不能になる。
盾
防御力があがるが、すばやさが下がる。
靴
すばやさがあがるが、防御力が下がる。
宝石
1度だけメシチャージバーを消費せず、必殺技を使用でき威力も上がる。また、奥義もHP差に関係なく3段階目になる。
かがり火
前作までのランタンとほぼ同じアイテム。
油
油を浴びると足がすべり思い通りに動かせなくなる。また、この状態で火に触れると大きく炎上する。
ガイモン
持ち上げると敵に向けて発砲する。
エターナルポース
『グランドバトル2』同様、針の位置によってメシチャージバーの増減が変わる。

## ステージ
前作からはドラム城、アラバスタ、マクシム、フーシャ村、聖地マリージョアが引き続き登場。旧ステージの詳細はONE PIECE グランドバトル! 3#ステージを参照。
海上レストラン バラティエ
バラティエと半壊状態のクリーク海賊団の海賊船「ドレッドノート・サーベル号」のステージ。時折サバガシラ一号からステージ内に爆弾が投下され、中央の足場が壊れ穴があいてしまう。壊れた足場はしばらくすると復活する。中央にある倒れたマストは攻撃すると左右に転がる。
アーロンパーク
海が多いため能力者には不利なステージ。中央から飛び出すモームは足場にすることができるが、沈むときに発生する波に巻き込まれることがある。ステージ内にいる魚人に攻撃すると、海中からアーロン一味幹部が飛び出し攻撃してくる。
ローグタウン
バリケードに囲まれた中で戦うステージ。バリケードは攻撃して動かすことができる。落雷や海軍が飛ばしてくる捕縛ネット、バギー一味や市民が投げ入れてくる爆弾やアイテムなど非常にギミックが多い。また、ステージ内にいるアルビダに攻撃すると、移動しながら攻撃してくる。
セクシーフォクシー号
フォクシー海賊団の船上で戦うステージ。ステージの周りは全て崖になっている。中央にある砲台を攻撃すると回転し、ステージ内に爆弾を投下する。ステージ外からビックパンが斧を投げいれ、ピクルスは回転しながら襲い掛かってくるが、持ち上げ相手に投げつけることができる。

## 主題歌
『ウィーアー! super-EX. Ver』
歌：きただにひろし